# Jez Kölnbrein
Jez Kölnbrein je vodna pregrada na območju Visokih Tur (Hohe Tauern) na avstrijskem Koroškem. Zgrajena je bila med letoma 1971 in 1979, in je z višino 200 metrov najvišja v Avstriji. Akumulacijsko jezero služi kot primarno skladišče v trifaznem sistemu črpalne elektrarne, ki ga sestavlja devet jezov, štiri hidroelektrarne in niz cevovodov in tlačnih vodov. Kompleks je v lasti energetskega podjetja Verbund in se imenuje Malta-Reisseck Power Plant Group. Inštalirana zmogljivost skupine je 1.028,5 MW, njena letna proizvodnja pa je 1.216 gigavatnih ur (4.380 TJ).
Medtem ko se je jezero napolnilo, se je v jezu pojavilo več razpok in je bilo potrebno več kot desetletje popravil, preden je rezervoar lahko deloval na najvišji ravni.  Trenutno je v izgradnji črpalna elektrarna Reisseck II, ki bo učinkovito povezala skupini Malta in Reisseck ter dodala dodatne 430 MW proizvodne zmogljivosti.

## Zgradba
Načrte za jez so v poznih 1960-ih letih pripravili nemški inženirski podjetja AEG, ko je bila severno od alpske meje zgrajena elektrarna Kaprun. Avstrijski organi so projekt obnovili po drugi svetovni vojni s podaljšanim raziskovalnim vrtanjem od leta 1957 dalje, kljub temu pa se gradnja jezu Kölnbrein ni začela do leta 1971.
Pred betoniranjem in vgradnjo drugih gradbenih materialov je bilo treba zgraditi dostopno cesto. To se je izkazalo za težavno, saj se strma dolina reke Malte (Maltatal) dvigne za več kot 300 metrov vzdolž 14 kilometrovin ima včasih 13 % naklon. Za dokončanje ceste je bilo izkopanih šest predorov. Leta 1973, ko je gradnja jezu napredovala, se je cement prepeljal na sam kraj in se mešal z agregatom iz lokalnih virov. Da bi zmanjšali toplotno raztezanje, so beton vlili 30 kubičnih metrov naenkrat in cevi z obtočno vodo postavili po vsej masi. Struktura je bila sestavljena iz 30 stebrov, ločeni s fugirano fugo. Gradbeni pogoji v dolini niso bili idealni, saj so se delavci spopadali s snegom in dežjem ter hitrostjo vetra 80 kilometrov na uro. 

### Dokončanje in razpokanje
Do leta 1977 je gradnja na jezu dosegla končno stopnjo, ko se je lahko začel polniti rezervoar. Med polnjenjem z vodo so se začele pojavljati razpoke v jezu na njegovem zgornjem toku, ko je bila raven rezervoarja 42 metrov pod najvišjo stopnjo delovanja na 1902 m nadmorske višine gladine. Pritisk na dvig se je prav tako nepričakovano povečal, inženirji so bili zaskrbljeni, da je bila poškodovana zavesa za strukturo. Ker je jez v dolini "U" -oblikovan, namesto običajnega "V" -oblikovanega za luknjičaste jezove, je hidrostatični tlak izjemno močan na zgornjem delu pregrade. Ker je v nižjih predelih jezu prodrla prekomerna voda, se je vodostaj znižal in inženirji so povečali drenažo.
Leta 1979 so zavezo za fugiranje okrepili in še eno polnjenje zajezitve ni bila uspešna. Med letoma 1980 in 1981 je bila za ponovno fugiranje fug uporabljena fugirna masa iz poliuretanske smole, ki je bila med naslednjim poskusom zajezitve zamrznjena, kar jim je omogočilo naravno odtajanje. Z napredovanjem sanacijskih del so nastale tudi razpoke v bližini bokov jezu; na spodnji strani in v vodoravni smeri.  Plastično prevleko iz folije je bila položena na tla doline za jezom med letoma 1981 in 1983. V naslednjih nekaj letih je bilo treba plasti popraviti in zatesniti zaveso. Leta 1984 je rezervoar dosegel 90-odstotno polnitev. Leta 1979 in 1983 je začasno dosegel najvišjo raven, vendar je ni bilo mogoče varno ohraniti. Leta 1984 so bile ravni rezervoarja omejene na 15–20 m pod najvišjo vrednostjo, na teh ravneh pa je lahko varno delovala, čeprav z zmanjšanimi zmogljivostmi.
Ne glede na te popravne ukrepe je bila potrebna dolgoročna rešitev. Ta je nastala v obliki 70 metrov visokega "potisnega bloka", ki ga je bilo treba zgraditi na spodnji strani jezu, da bi absorbirali obremenitev brane in pritisk na podkonstrukcijo. Njegova gradnja je bila odobrena leta 1988 in izvedena med letoma 1989 in 1992. V povezavo z jezom in blokom je več kot 600 posebnih neoprenskih blazinic, ki se prilagajajo silam iz zbiralnika, ki se dvigujejo in spuščajo. Poleg tega so bili spoji in razpoke v jezu ponovno zalepljeni, vendar z epoksidom, ki je neprepusten za vodo. Rezervoar je lahko deloval na najvišji ravni in deloval kot običajno leta 1993. 

## Oblikovanje in delovanje
Voda v rezervoarju se uporablja za proizvodnjo električne energije. Spusti se kot se zahteva po električni obremenitvi poveča. Ker povodje okrog jezu lahko zagotovi le polovico potrebne vode za vzdrževanje nivoja v rezervoarjih, se serijske črpalke in črpalne elektrarne uporabljajo za dopolnitev skladiščnih zmogljivosti. Te črpalke delujejo v času nizke porabe energije in polnijo rezervoar. Ko je povpraševanje visoko, se voda sprošča nazaj v sistem za proizvodnjo hidroelektrične energije.
Neposredno navzdol od jezu Kölnbrein je jez in rezervoar Galgenbichl. Ta rezervoar služi za sprejemanje vode iz več različnih lokacij v Malti preko cevovoda in je spodnji rezervoar za zgornje faze črpalne elektrarne. S severovzhoda se voda črpa iz več manjših rezervoarjev in pritokov.

### Elektrarna Reisseck-Kreuzeck
Voda, zbrana zgoraj v gorah Reissecka, se spušča proti dolini reke Möll. Voda se v glavnem dobi iz izvirov in pogorja Kreuzeck na jugu. Od skupine elektrarn so bile naprave Reisseck-Kreuzeck zgrajene med letoma 1948 in 1961 ter skupina Malta od 1971 do 1979. 
Na južni strani reke Möll se voda uporablja za proizvodnjo električne energije v elektrarni Niklai v bližini Sachsenburga. Od tam se voda odvaja v rezervoar Rosswiese in se uporablja za proizvodnjo električne energije na postaji Kolbnitz v dolini Möll. V Kolbnitzu se voda lahko spusti v reko, ki se izliva v rezervoar, ki ga je ustvarila brana Rottau. Ta rezervoar služi tudi kot spodnji rezervoar za črpalno elektrarno Rottau (glavna faza), ki je nizvodno od Kolbnitza.
Vode je mogoče sprejemati in črpati tudi iz virov na severu, ki vključuje predvsem rezervoar Grosser Mühldorfer (letni rezervoar Reisseck). Grosser Mühldorfer prejme tudi vodo iz zbiralnikov Kleiner Mühldorfer, Hochalmsee in Radlsee. V Grosser Mühldorferju se lahko voda spusti nazaj v Kolbnitz za proizvodnjo električne energije. Dodatna voda iz dnevnega rezervoarja Reisseck, približno na polovici poti med Grosserjem in Kolbnicom, se tudi lahko uporabi. S tem je bila dokončana Reisseckova shema obratov, ki imajo skupno instalirano moč 138 MW.
V skupini Malta se voda iz rezervoarja Rottau v dolini reke Möll črpa preko glavne faze (Rottau) v rezervoar Galgenbichl pod Kölnbreinom. Vzdolž tunelirane poti, rezervoar Gösskar in različni pritoki zagotavljajo dodatno vodo tudi po cevovodu. Skladiščenje vode v rezervoarju Galgenbichl se sčasoma črpa prek zgornje skladiščne črpalne postaje v rezervoar Kölnbrein. Pri proizvodnji električne energije se voda iz zgornjega rezervoarja Kölnbrein spusti približno 200 m nazaj do elektrarne na zgornji stopnji. Zgornja stopnja je sestavljena iz dveh reverzibilnih Francisovih turbinskih generatorjev s skupno instalirano močjo 120 MW. Voda se nato lahko spusti skozi 20,4 km cevovoda proti jugu do doline Möll. Navsezadnje se bo spustila s 1704 m nad morsko gladino na 598 m  skozi dva 1,9 km tlačna voda, kjer je glavna elektrarna (Rottau).
Glavno stopnjo upravljajo štiri Peltonove turbine z vgrajeno zmogljivostjo 730 MW. Voda, ki se sprošča iz te elektrarne, vstopi v rezervoar Rottau na Möllu. Pred sotočjem z Dravo se voda preusmeri skozi 2,5 km dolg kanal na desnem bregu reke, ki se pretvori v 1,75 km dolg predor, ki hrani spodnjo etapo (Möllbrücke). elektrarne. Poganja dva Kaplanova turbinska generatorja z vgrajeno močjo 120 MW. Od spodnje stopnje se voda odvaja v Dravo gorvodno od ustja Möll. 
| Malta-Reisseck Power Plant Group       | Malta-Reisseck Power Plant Group | Malta-Reisseck Power Plant Group | Malta-Reisseck Power Plant Group | Malta-Reisseck Power Plant Group | Malta-Reisseck Power Plant Group              |
| Name                                   | Tip                              | Kapaciteta (MW)                  | Letna proizvodnja (GWh)          | Commission                       | Koordinate                                    |
| -------------------------------------- | -------------------------------- | -------------------------------- | -------------------------------- | -------------------------------- | --------------------------------------------- |
| Malta zgornja stopnja (Galgenbichl)    | črpalna elektrarna               | 120                              | 76                               | 1979                             | 47°04′08″N 13°21′16″E / 47.06889°N 13.35444°E |
| Malta glavna stopnja (Rottau)          | črpalna elektrarna               | 730                              | 715                              | 1979                             | 46°52′14″N 13°19′46″E / 46.87056°N 13.32944°E |
| Malta spodnja stopnja (Möllbrücke)     | odtok                            | 41                               | 120                              | 1979                             | 46°49′59″N 13°21′36″E / 46.83306°N 13.36000°E |
| Reisseck letni rezervoar (Kolbnitz)    | črpalna elektrarna               | 67.7                             | 73                               | 1962                             | 46°54′55″N 13°22′28″E / 46.91528°N 13.37444°E |
| Reisseck dnevni rezervoar (Kolbnitz)   | shranjevanje                     | 23.2                             | 62                               | 1953                             | 46°52′52″N 13°20′13″E / 46.88111°N 13.33694°E |
| Reisseck/Kreuzeck rezervoar (Kolbnitz) | shranjevanje                     | 45                               | 163                              | 1963                             | 46°51′37″N 13°18′18″E / 46.86028°N 13.30500°E |
| Niklai                                 | Medsistem                        | 1.6                              | 7                                | 1960                             | 46°49′29″N 13°17′39″E / 46.82472°N 13.29417°E |
| Total                                  |                                  | 1,028.5                          | 1,216                            |                                  |                                               |

| Jezovi Malta-Reisseck Power Plant Group | Jezovi Malta-Reisseck Power Plant Group | Jezovi Malta-Reisseck Power Plant Group | Jezovi Malta-Reisseck Power Plant Group | Jezovi Malta-Reisseck Power Plant Group | Jezovi Malta-Reisseck Power Plant Group | Jezovi Malta-Reisseck Power Plant Group | Jezovi Malta-Reisseck Power Plant Group | Jezovi Malta-Reisseck Power Plant Group         |
| Ime                                     | Tip                                     | Višina                                  | Dolžina                                 | Zmogljivost shranjevanja                | Nadmorska višina                        | Povodje                                 | Leto izgradnje                          | Koordinate                                      |
| --------------------------------------- | --------------------------------------- | --------------------------------------- | --------------------------------------- | --------------------------------------- | --------------------------------------- | --------------------------------------- | --------------------------------------- | ----------------------------------------------- |
| Kölnbrein                               | Lok                                     | 200 m                                   | 626 m                                   | 205000000 m³                            | 1902 m                                  | 129 km²                                 | 1977                                    | 47°04′45″N 13°20′21″E / 47.07917°N 13.33917°E   |
| Galgenbichl                             | Gravity/rock-fill                       | 50 m                                    | 200 m                                   | 4800000 m³                              | 1704 m                                  | 53 km²                                  | 1974                                    | 47°03′59″N 13°21′05″E / 47.06639°N 13.35139°E   |
| Gösskar                                 | Nasip                                   | 55 m                                    | 260 m                                   | 520000 m³                               | 1704 m                                  |                                         | 1979                                    | 46°58′56″N 13°19′52″E / 46.98222°N 13.33111°E   |
| Radlsee                                 | Rock-fill                               | 12 m                                    | 212 m                                   | 2600000 m³                              | 2399 m                                  | 2 km²                                   | 1958                                    | 46\|56\|26\|N\|13\|22\|33\|E\|name=Jez Radlsee} |
| Hochalmsee                              | Gravity/rock-fill                       | 34 m                                    | 357 m                                   | 4100000 m3                              | 2379 m                                  | 160 km2                                 | 1958                                    | 46°56′53″N 13°20′17″E / 46.94806°N 13.33806°E   |
| Kleiner Mühldorfer                      | Gravity                                 | 41 m                                    | 159 m                                   | 2800000 m3                              | 2379 m                                  | 160 km2                                 | 1958                                    | 46°55′18″N 13°22′12″E / 46.92167°N 13.37000°E   |
| Grosser Mühldorfer                      | Gravity                                 | 46 m                                    | 433 m                                   | 7700000 m3                              | 2319 m                                  | 158 km2                                 | 1957                                    | 46°54′55″N 13°22′29″E / 46.91528°N 13.37472°E   |
| Rottau                                  | Gravity                                 | 13,7 m                                  | 68 m                                    | 500000 m3                               | 598 m                                   |                                         | 1979                                    | 46°51′49″N 13°20′06″E / 46.86361°N 13.33500°E   |
| Rosswiese                               | Nasip                                   | 16 m                                    | 320 m                                   | 204000 m3                               | 1194 m                                  | 115 km2                                 | 1958                                    | 46°51′59″N 13°20′06″E / 46.86639°N 13.33500°E   |

### Širitev: Reisseck II
Verbund trenutno gradi črpalno-skladiščno postajo Reisseck II, ki bo uporabljala rezervoar Grosser Mühldorfer kot zgornji rezervoar, Gösskarjev rezervoar pa kot nižji. Izkopavajo 5,3 km predvodnega predora iz Grosser Mühldorferja, ki se bo povezal z obstoječim predvodnim predorom glavne etape Rottau. Elektrarna bo postavljena 200 metrov pod zemljo in bo vsebovala dve reverzibilni Francisovi turbini velikosti 215 MW. Skupna inštalirana moč bo znašala 430 MW, skupna zmogljivost skupine elektrarn pa se bo povečala za 40%; od 1026 do 1459 MW. Gradnja se je začela leta 2010 in naj bi bila dokončana v začetku leta 2016 s stroški v višini 400 milijonov EUR. 

## Turizem
Jez Kölnbrein je pojem za 14,3 kilometrov dolgo slikovito poti po nekdanji gradbeni cesti skozi Maltatal, vključno z restavracijo, hotelom in razstavo o hidroelektrični energiji. Verbund ponuja tudi oglede skupine elektrarn in jezov. Ogledi na jezu se izvajajo vsak dan, medtem ko je cesta odprta od 9. maja do 26. oktobra vsako leto. 
Leta 2010 je bil na jezu za obiskovalce nameščen konzolni mostiček v obliki podkve, ki je tudi priljubljeno prizorišče bungee jumpinga. Jez v nacionalnem parku Visoke Ture je tudi destinacija za planince. Poleg tega se rezervoar uporablja za višinsko usposabljanje.

## V popularni kulturi
Jez je prikazan v filmu The Boys From Brazil iz leta 1978 in stoji na Švedskem. Film je bil posnet od konca leta 1977 do začetka leta 1978 in prikazuje na novo postavljen jez z nizko gladino vode. V filmu je lik inšpektorja lokalne elektroenergetske družbe (in nekdanjega SS majorja) na vrhu zasneženega jezu vrgel atentator, ki ga je poslal izmišljeni Josef Mengele. Različni posnetki okoli in na vrhu jezu so prikazani v 3-min 15 s od približno 55 minut filma.